# 2850 Mozhaiskij
2850 Mozhaiskij eller 1978 TM7 är en asteroid i huvudbältet som upptäcktes den 2 oktober 1978 av den sovjetisk-ryska astronomen Ljudmila Zjuravljova vid Krims astrofysiska observatorium på Krim. Den har fått sitt namn efter Aleksandr Mozjajskij.
Asteroiden har en diameter på ungefär 7 kilometer.